# Bogumił z Pakości
Bogumił z Pakości – starosta świecki do 1309 r., podkomorzy bydgosko-wyszogrodzki w latach 1315–1318, kasztelan bydgoski w latach 1326–1330.
Urodził się w latach 70. XIII wieku.
Był synem Bartosza Przezdrzewica z Kościelca, który zakończył swą urzędniczą karierę jako kasztelan inowrocławski w latach 1304–1311. Braćmi Bogumiła byli Florian — biskup płocki w latach 1318–1333, Wojciech - w latach 1325–1350 wojewoda brzeski, Grzymisław z Cieląt, Świętopełk, Gerward z Trzaskowa i Hektor z Łącka. 
Pochodził z wpływowego na Kujawach rodu Leszczyców. Pisał się z Pakości, w której współdziedziczył z bratem Wojciechem. 
Bogumił znajdował się w bliskim otoczeniu książąt Przemysła i Kazimierza, razem z nimi przebywał na Pomorzu Gdańskim, którego byli zarządcami z ramienia Władysława Łokietka. Bogumił kierował obroną Świecia podczas oblężenia krzyżackiego w 1309 r. 
Według starszej literatury był kasztelanem w Świeciu, mianowanym przez Przemysła. Nowsze opracowania wskazują, że był w 1309 r. starostą świeckim z ramienia Władysława Łokietka i osobą odpowiedzialną za zorganizowanie obrony południowej części Pomorza Gdańskiego. 
Źródła milczą o losach Bogumiła między 1309 a 1315 r. Później związał się z osobą księcia Przemysła i pełnił urząd podkomorzego w księstwie bydgosko-wyszogrodzkim, potem kasztelana. W dokumentach z 1315 r. występuje na czele testacji poprzedzając kasztelana bydgoskiego Przybysława, co świadczy o szczególnym znaczeniu jego osoby.
Zmarł bezpotomnie między 1330 a 1332 r.